# Joanna Osyda
Joanna Osyda (ur. 16 września 1988 w Zduńskiej Woli) – polska aktorka. 

## Życiorys
Wychowała się w Konopnicy. Absolwentka II Liceum Ogólnokształcącego im. Janusza Korczaka w Wieluniu, klasy o profilu aktywności twórczej. W 2012 ukończyła Państwową Wyższą Szkołę Filmową, Telewizyjną i Teatralną im. Leona Schillera w Łodzi.
Podczas studiów zaczęła występować z Teatrem Szwalnia w Łodzi.  W 2011 za rolę w Opowieściach o zwyczajnym szaleństwie otrzymała Nagrodę XXIX Festiwalu Szkół Teatralnych.
Ogólnopolską popularność zyskała dzięki tytułowej roli w serialu TVN Majka (2009–2010); w postać fotografki Majki wcieliła się wcześniej w ostatnim odcinku serialu TVN BrzydUla. Następnie wcielała się m.in. w role: Nataszy Baniny w spektaklu Marzenie Nataszy (premiera w 2012) w Teatrze Powszechnym w Warszawie, Jane Buford w serialu TVP2 M jak miłość (w latach 2013–2015) i Marceliny Skoniecznej w serialu TVN Na Wspólnej (od 2021). Jesienią 2024 zajęła szóste miejsce w 21. edycji programu rozrywkowego Polsatu Twoja twarz brzmi znajomo.

## Filmografia
| Rok       | Tytuł                    | Rola                                    | Uwagi                                                                            |
| --------- | ------------------------ | --------------------------------------- | -------------------------------------------------------------------------------- |
| 2009      | BrzydUla                 | Majka Olkowicz                          | serial telewizyjny; odc. 235                                                     |
| 2009–2010 | Majka                    | Majka Olkowicz                          | serial telewizyjny; główna rola 2. miejsce – Telekamery 2011 w kategorii Aktorka |
| 2011      | Komisarz Alex            | Ola, pracownica stacji benzynowej       | serial telewizyjny; odc. 2 Uniknąć śmierci                                       |
| 2011      | Outsiderzy               |                                         | film fabularny (krótkometrażowy)                                                 |
| 2013      | Czas honoru              | Tola                                    | serial telewizyjny; odc. 68–69, 71–78                                            |
| 2013–2015 | M jak miłość             | Jane Buford, kuzynka Mostowiaków        | serial telewizyjny; odc. 978–1150                                                |
| 2014      | Kabaret śmierci          |                                         | film dokumentalny (fabularyzowany)                                               |
| 2014      | Warsaw Uprising          | Joanna                                  | film dokumentalny (fabularyzowany); dubbing                                      |
| 2015      | Zmiana czasu na zimowy   | prezenterka pogody                      | etiuda filmowa (szkolna)                                                         |
| 2016      | Czułość                  | dziennikarka Iwona                      | film fabularny                                                                   |
| 2016      | Na dobre i na złe        | Daria, żona Karola                      | serial telewizyjny, odc. 634 Dobra nowina                                        |
| 2018      | Pitbull. Ostatni pies    | Samanta                                 | film fabularny                                                                   |
| 2018      | Ślad                     | Lidia Bolko, córka Eugenii Makowskiej   | serial telewizyjny, odc. 6                                                       |
| 2018–2019 | Korona królów            | Jolenta                                 | serial historyczny                                                               |
| 2019      | Echo serca               | Monika                                  | serial telewizyjny; odc. 27, 28                                                  |
| 2019      | Adwokat                  | Magda Kiljan                            | film fabularny                                                                   |
| 2019      | Komisarz Alex            | Sara Kubicka, była dziewczyna Górskiego | serial telewizyjny; odc. 146                                                     |
| 2021      | Na Wspólnej              | Marcelina Skonieczna                    | serial telewizyjny; od odc. 3315                                                 |
| 2022      | Stulecie Winnych         | lekarka „Grzywka”                       | serial telewizyjny; odc. 43                                                      |
| 2022      | Orlęta. Grodno ’39       | ruda kominternówka                      | film fabularny                                                                   |
| 2022      | Ojciec Mateusz           | Iza Michalak, matka Łukasza             | serial telewizyjny; odc. 368                                                     |
| 2022      | Komisarz Mama            | Agnieszka Świderska                     | serial telewizyjny; odc. 37                                                      |
| 2023      | Blef doskonały           | Wiolka                                  | film fabularny                                                                   |
| 2023      | Komisarz Alex            | Róża Dobrzańska                         | serial telewizyjny; odc. 241                                                     |
| 2024      | Czarne stokrotki         | matka Wicia                             | serial telewizyjny                                                               |
| 2025      | Sprawiedliwi. Trójmiasto | Sylwia                                  | serial telewizyjny; odc. 1                                                       |

## Nagrody i nominacje
- 2011: 2. miejsce (20% głosów) w plebiscycie Telekamery „Tele Tygodnia” 2011 w kategorii Aktorka[13]